# Ap en Bp sterren
Ap- en Bp-sterren zijn chemisch peculiaire sterren met spectraalklasse A en B die een grotere abundantie (tot 104  - 106 maal de abundantie in de zon) van sommige metalen zoals strontium, chroom, en europium vertonen. Ook worden grotere abundanties van praseodymium en neodymium waargenomen. Deze groep van sterren vertonen nauwe (smalle) spectraallijnen die het mogelijk maken dat deze elementen waargenomen worden in hun spectra.
Ap- en Bp-sterren roteren vaak veel langzamer dan normale A- en B-sterren, hoewel sommige rotatiesnelheden tot ongeveer 100 km/s vertonen. Ap- en Bp-sterren bezitten een veel sterker magnetisch veld dan normale A- en B-sterren, in tegenstelling tot de eveneens chemisch peculiaire Am-sterren.

## Ontdekking
In 1897 ontdekte Antonia Maury van het Harvard College Observatory tijdens het voorbereidend werk voor de Henry Draper Catalogue dat enkele sterren afwijkingen vertoonden in de relatieve intensiteiten van bepaalde spectraallijnen. Een van deze sterren was Cor Caroli (Alpha02 CVn), die onder andere een ongewoon zwakke calcium K-lijn bij 393,4 nanometer vertoonde en een ongewoon sterke siliciumlijn bij 412,8 nm. Deze ster wordt nu als prototype van de Alpha2 Canum Venaticorum variabelen beschouwd. Later werd gevonden dat de intensiteit en radiële snelheid van spectraallijnen in deze ster variabel zijn met een periode van 5,5 dagen. Deze variabiliteit werd ook in andere Ap-sterren gevonden. In 1947 vond Horace W. Babcock dat een van deze sterren (78 Virginis) een variabel magnetisch veld bezat met een magnetische fluxdichtheid van ongeveer 1500 gauss, veel sterker dan dat van de zon (50 gauss). 

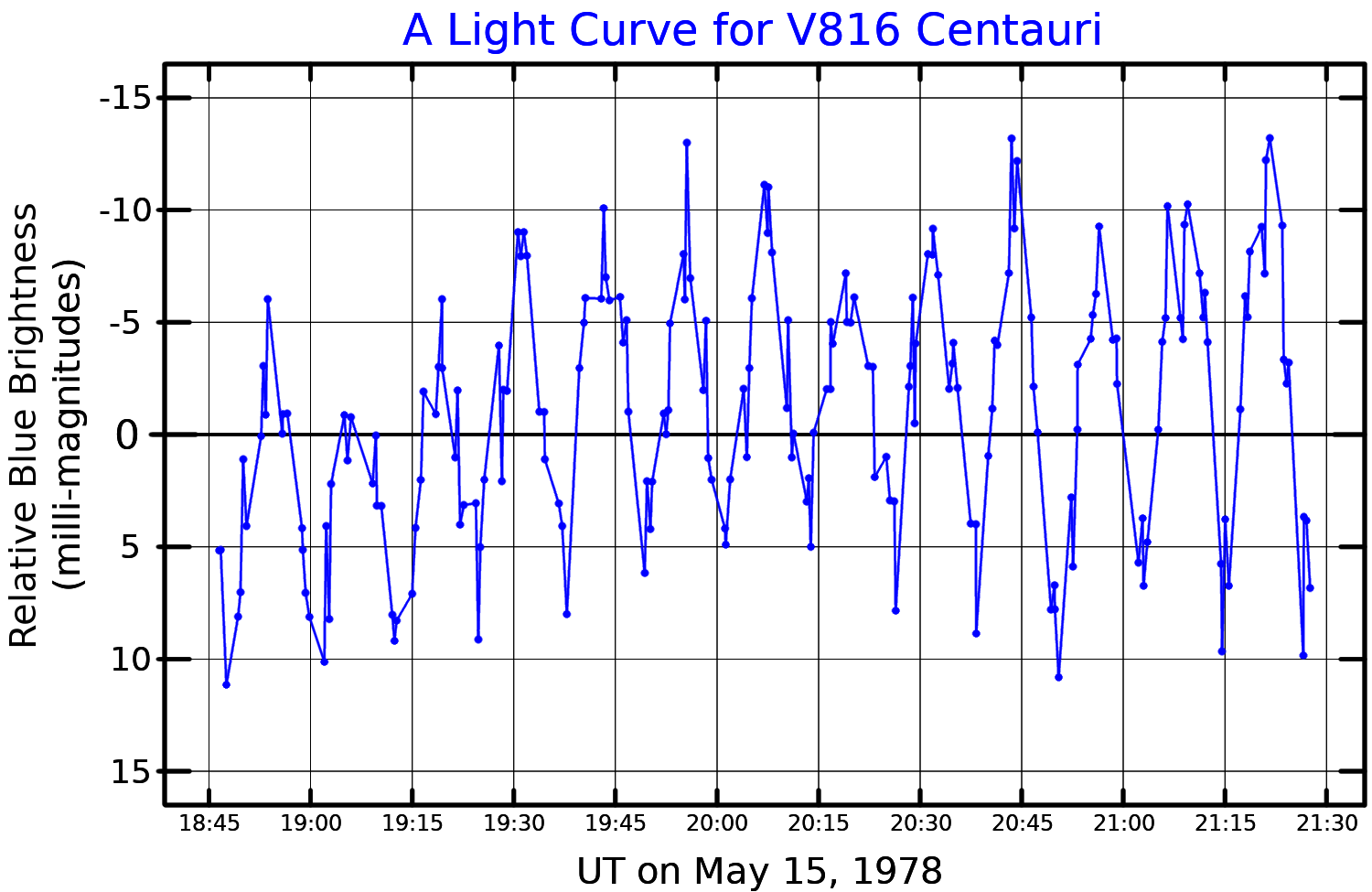
De lichtkromme van HD 101065

Een subgroep van de Ap- en Bp-sterren zijn de snel oscillerende Ap-sterren die snelle (tijdschaal 5 tot 23 minuten) veranderingen in helderheid en radiële snelheid laten zien. Dit was het eerst ontdekt in HD 101065 (ook wel de Ster van Przybylski genoemd). De veranderingen waren 0,01 tot 0,02 magnituden met een periode van 12,15 minuten.

## Eigenschappen
Het magnetisch veld in Ap- en Bp-sterren, dat door middel van het zeemaneffect gemeten kan worden heeft een sterke tussen enkele kilogauss en enkele tientallen kilogauss (34 kilogauss of 3,4 tesla in HD 215441). Het magneetveld kan beschreven worden als een roterende dipool, wat de periodieke variaties verklaart als de as van het magneetveld niet dezelfde is als de rotatie-as. Het feit dat veranderingen in de gemeten veldsterkte omgekeerd evenredig zijn met de rotatiesnelheid ondersteunt dit model. De gebieden met grote abundanties van bepaalde elementen zouden zich op de magnetische polen van de sterren bevinden. De abundantieverschillen ontstaan doordat deze elementen een grotere werkzame doorsnede voor stralingsdruk in de steratmosfeer bezitten dan andere elementen en daardoor naar het oppervlak diffuseren.
Het grote magneetveld in deze sterren wordt beschouwd als een overblijfsel van het magneetveld dat aanwezig is voordat de sterren gevormd worden. Bij de meeste sterren verminderd dit door ambipolaire diffusie, echter dit is niet gebeurd bij deze groep van sterren. 

## Voorbeelden
Voorbeelden van Ap- en Bp-sterren zijn naast Cor Caroli: Alioth (de helderste Ap-ster), Alpha Circini, Theta Aurigae, Iota Cassiopeiae, en Theta1 Microscopii.